# 湘雅路街道
湘雅路街道，是中华人民共和国湖南省长沙市开福区下辖的一个乡镇级行政单位。

## 行政区划
湘雅路街道下辖以下地区：
上麻园岭社区、文昌阁社区、百善台社区、油铺街社区、留芳岭社区、新湘路社区和三角塘社区。